# Arnaldo Tamayo Méndez
Arnaldo Tamayo Méndez (Baracoa, Cuba, 29 de enero de 1942) es un piloto de guerra, cosmonauta, Héroe de la República de Cuba y Héroe de la Unión Soviética. Fue el primer americano no estadounidense en volar al espacio, el primer cosmonauta cubano y latinoamericano, el primer hablante nativo de español y la primera persona afrodescendiente en volar al espacio. Es general de brigada y jefe del Departamento de Relaciones Exteriores del Ministerio de las Fuerzas Armadas Revolucionarias (Ministerio de Defensa) de Cuba.

## Biografía

### Infancia y primeros años
Tamayo nació en el seno de una familia humilde afrodescendiente. Desde muy pequeño y siendo huérfano comenzó a trabajar, a los 13 años trabajaba como limpiabotas, ayudante de carpintero y vendedor de periódicos. Tuvo que estudiar y trabajar al mismo tiempo por ser el único sostén de su familia.
Durante el Gobierno del general Fulgencio Batista, participó en varias manifestaciones estudiantiles en protesta contra su gobierno.
Después de la revolución cubana, el 1 de enero de 1959, ingresó en el Instituto Técnico «Ejército Rebelde» y luego a las Fuerzas Armadas Revolucionarias. Se convirtió en piloto de combate y siguió un entrenamiento para piloto del caza MiG-15 en la Unión Soviética, cuando tenía solamente 19 años de edad.
El 24 de julio de 1961 Yuri Gagarin llegó a La Habana y en una parte de su discurso dijo: «Llegará el día en que un hijo del pueblo cubano viaje también al cosmos», una frase que Tamayo recordaría más tarde.
En 1962, durante la crisis de octubre —también conocida como la crisis de los misiles de Cuba— realizó múltiples misiones de reconocimiento, para interceptar aviones enemigos.
En 1971 egresa de la Escuela Superior de las Fuerzas Armadas Revolucionarias Antonio Maceo Grajales. Durante su servicio en la Fuerza Aérea Cubana alcanzó el grado de piloto de primera clase y posteriormente piloto instructor. En 1975 fue jefe de Estado Mayor de la Brigada de Aviación de Santa Clara y en 1976 fue ascendido a teniente coronel.

### Carrera en el programa espacial Intercosmos
Los requisitos previos a la selección de los cosmonautas eran ser piloto con experiencia, sin historial de accidentes aéreos por errores propios, dominar el idioma ruso y tener entrenamiento militar. Inicialmente había más de 600 pilotos candidatos, de estos se seleccionaron 70, luego 41, luego 20, luego nueve, hasta que sólo quedaban cuatro, finalmente la comisión soviético-cubana designó a dos miembros, uno principal y otro de reserva.
En marzo de 1978 Tamayo fue seleccionado junto a su compatriota José López para participar en el programa espacial Intercosmos de la Unión Soviética. Ambos se trasladaron a la Ciudad de las Estrellas, cerca de Moscú, para iniciar su entrenamiento como cosmonautas. Posteriormente Tamayo sería seleccionado como miembro de la tripulación principal de la nave espacial soviética Soyuz 38.

#### El vuelo espacial
El 18 de septiembre de 1980 a las 19:11 UTC el cohete portador Soyuz-U despegó de la Plataforma N.º 1, en el Cosmódromo de Baikonur y comenzó el histórico vuelo espacial de Arnaldo Tamayo, junto a Yuri Romanenko en la Soyuz 38.
El acoplamiento con la estación Saliut 6 tuvo lugar el 19 de septiembre de 1980, a las 20:49 UTC, dentro de la estación les esperaban los cosmonautas Leonid Popov y Valery Riumin que habían llegado en la nave Soyuz 37. 
En seguida Tamayo dio inicio a sus trabajos de investigación a bordo de la estación. Llevó a cabo rigurosamente 21 experimentos, dirigidos por la Academia de Ciencias de Cuba. Los experimentos científicos cubanos comprendían áreas tales como: medicina, biología, física, psicología y geología. Otros seis experimentos fueron realizados por los cosmonautas soviéticos.
El 26 de septiembre de 1980, a las 15:54 UTC aterrizó al sureste de la ciudad de Zhezkazgan, en las estepas de la RSS de Kazajistán. Arnaldo Tamayo orbitó la Tierra 128 veces y su tiempo de permanencia total en el espacio fue de 7 días, 20 horas, 43 minutos y 24 segundos.

#### Actividades posteriores
Luego de volar al espacio a Tamayo se convirtió en una figura pública de gran relevancia y las autoridades, bajo recomendación del propio Fidel Castro; le prohibieron seguir pilotando aviones de combate, al considerar los riesgos inherentes al vuelo.
Desde el año de 1980 Arnaldo Tamayo es diputado ante el poder legislativo cubano, también es presidente del Grupo Parlamentario de Amistad «Cuba-Rusia» y de la Asociación de Amistad «Cuba-Rusia».
A partir de 1981 fue presidente de la Sociedad de Educación Patriótico-Militar (SEPMI), que fue disuelta a principios de la década de 1990.
El 26 de octubre de 1987 Arnaldo Tamayo y su colega Yuri Romanenko establecieron el primer radio-puente entre Cuba y el espacio exterior con científicos y periodistas cubanos a través de un enlace radial que enlazaba al complejo orbital Mir —donde Romanenko cumplía su tercera misión al espacio y al mismo tiempo imponía una nueva marca de permanencia— por medio del satélite geoestacionario Statsionar-4 (Gorizont-7).
Hoy día, aparte de sus labores como legislador, el general Tamayo se desempeña además como jefe del Departamento de Relaciones Exteriores de las Fuerzas Armadas Revolucionarias de Cuba (MINFAR) y director en la organización de Defensa Civil de Cuba.

## Reconocimientos
A su regreso a la Tierra fue condecorado por Raúl Castro con la primera medalla honorífica de Héroe de la República de Cuba y la Orden Playa Girón. 
En Moscú recibió la Orden de Lenin y también fue nombrado Héroe de la Unión Soviética. 
El 12 de junio de 2011, Tamayo fue condecorado por la Federación Rusa con la Medalla «Por Méritos en la Exploración del Espacio».

## Familia
Arnaldo Tamayo se casó con Maira Lovaina en 1967 y es padre de dos hijos. Desde su vuelo sigue en contacto con Yuri Romanenko a quién considera parte de su familia.